# ICC World Twenty20 2010

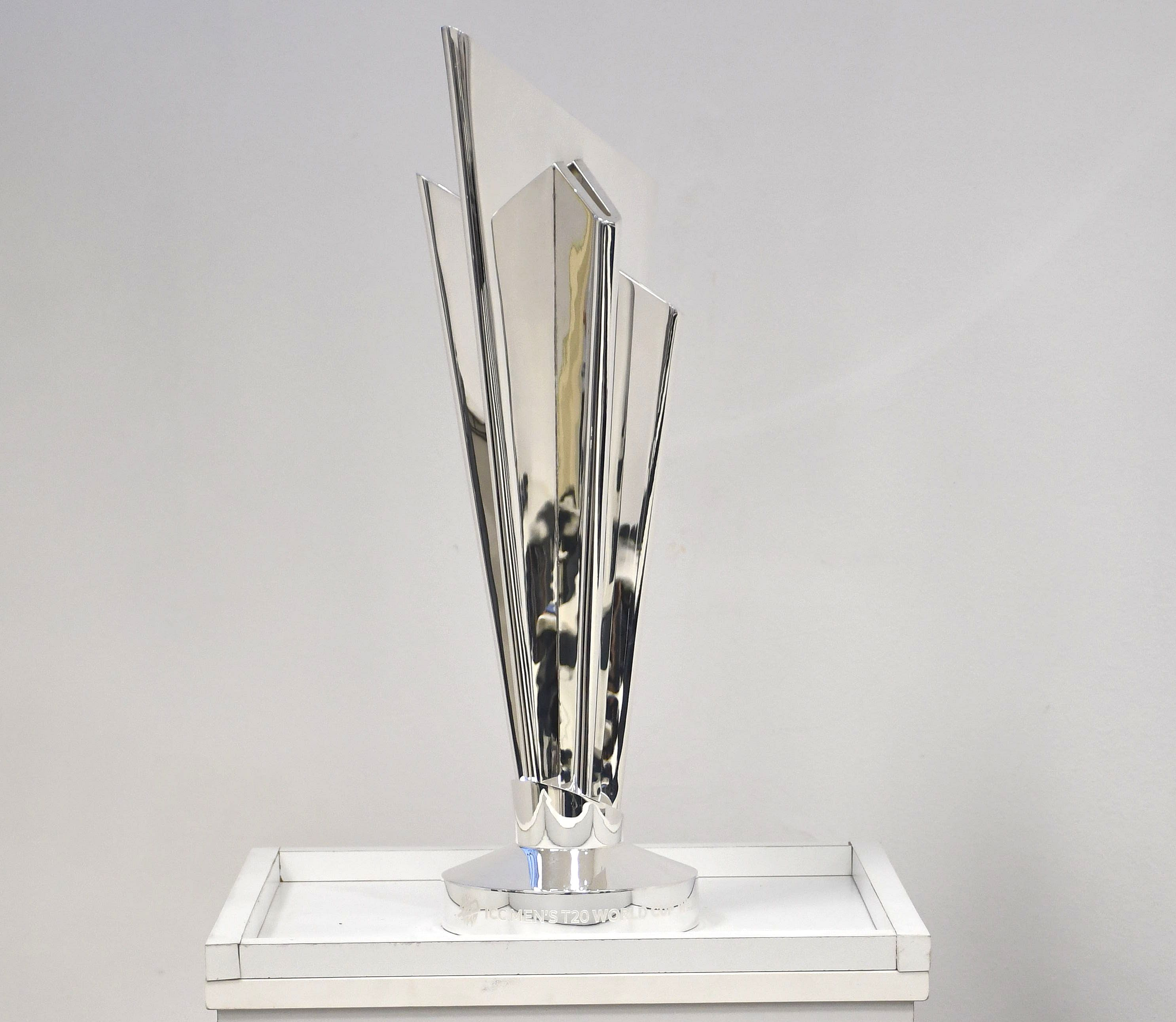
Die ICC World Twenty20 Trophy

Die ICC World Twenty20 2010 wurde vom 30. April bis zum 16. Mai 2010 in den West Indies ausgetragen. Es war das dritte Weltmeisterschaftsturnier im T20I-Cricket, der vom Weltverband International Cricket Council (ICC) organisiert wird. Damals noch ICC World Twenty20 genannt, wird die Weltmeisterschaft seit dem Turnier 2021 als T20 World Cup bezeichnet. Das Turnier der Männer fand parallel mit dem Turnier der Frauen statt und sowohl die Halbfinals und das Finale wurden am selben Tag im selben Stadion ausgetragen. Spielorte waren Barbados, St. Lucia und Guyana. Nach dem Cricket World Cup 2007 war es das zweite Cricketturnier in den West Indies.
Obschon die World Twenty20 seit dem ersten Turnier 2007 alle zwei Jahre ausgetragen wurde, wurde das für 2010 geplante ODI-Turnier Champions Trophy in den West Indies in das T20I-Format abgeändert, nachdem die Champions Trophy 2008 in Pakistan aufgrund von Sicherheitsbedenken verschoben und der internationale Turnierkalender angepasst werden musste. Demzufolge fand die World Twenty20 2010 nur zehn Monate nach der vorhergehenden World Twenty20 2009 staat.
Das Turnierformat von 2007 und 2009 blieb unverändert und zwölf Cricket-Nationalmannschaften nahmen an der ICC World Twenty20 2010 teil: Die damals zehn Test-Nationen (Australien, Bangladesch, England, Indien, Neuseeland, Pakistan, Simbabwe, Sri Lanka, Südafrika und die West Indies), zusammen mit den Gewinnern des World Twenty20 Qualifier 2010 (Afghanistan und Irland). Während der World Twenty20 2010 wurden 27 Spiele absolviert, darunter zwölf in der Vorrunde, zwölf in der Super 8 und drei in der Finalrunde, einschließlich des Finales. Die Mannschaften wurden in vier Gruppen zu je drei Teams eingeteilt, wobei jedes einmal gegen die anderen der Gruppe antrat. Die zwei besten Mannschaften jeder Gruppe qualifizierten sich für die Super 8. Dort wurden die Mannschaften in zwei Gruppen zu je vier Teams eingeteilt, wonach die vier besten Mannschaften das Halbfinale erreichten, dessen Gewinner im Finale aufeinandertrafen.
Australien, England, Pakistan und Sri Lanka erreichten das Halbfinale. Australien besiegte den Titelverteidiger Pakistan und England Sri Lanka, wodurch erstmals in der Turniergeschichte keine südasiatische Mannschaft das Finale erreichte. England gewann das Finale im Kensington Oval in Bridgetown, Barbados, gegen Australien mit sieben Wickets und damit seinen ersten internationalen Crickettitel. Sowohl der Gastgeber der West Indies als auch Südafrika schieden in der Super 8 aus.

## Vergabe
Der International Cricket Council vergab die World Twenty20 2010 an die West Indies. Die West Indies sollten ursprünglich die Champions Trophy 2010 austragen, nachdem jedoch die vorhergehende Champions Trophy 2008 in Pakistan aufgrund von Sicherheitsbedenken verschoben werden musste, wurde das Turnier 2010 zur World Twenty20 abgeändert und die West Indies blieben Gastgeber.

## Teilnehmer
Die folgenden zwölf Mannschaften qualifizierten sich für die World Twenty20 2010: Australien, Bangladesch, England, Indien, Neuseeland, Pakistan, Simbabwe, Sri Lanka, Südafrika und die West Indies (Gastgeber) qualifizierten sich als Vollmitglieder des International Cricket Council mit Test-Cricket-Status automatisch für die World Twenty20 2010. Afghanistan und Irland qualifizierten sich während des World Twenty20 Qualifier 2010. Afghanistan qualifizierte sich erstmals für ein wichtiges Cricketturnier, während die führenden assoziierten Mitglieder die Niederlande und Schottland das Turnier verpassten. Da sich Simbabwe von der vorhergehenden World Twenty20 2009 zurückgezogen hatte, bekam es keinen Losplatz zugewiesen.
Die zehn Test-Nationen sind automatisch qualifiziert. Die letzten beiden Teilnehmer wurden in einem Qualifikations-Turnier ermittelt, dem ICC World Twenty20 Qualifier, das vom 9. bis 13. Februar 2010 in den Vereinigten Arabischen Emiraten stattfand. An diesem Turnier nahmen außer dem Gastgeber noch Irland, Schottland, Afghanistan, die Vereinigten Staaten, die Niederlande, Kenia und Kanada teil. Afghanistan und Irland qualifizierten sich als Sieger bzw. Zweiter dieses Turniers für die Endrunde in der Karibik.

Teilnehmende Länder der World Twenty20 2010; insgesamt 20 Teams nahmen teil.
Gastgeber
Vollmitglieder des International Cricket Councils (ICC)
Qualifiziert über den World Twenty20 Qualifier 2010
In der Qualifikation gescheitert
Keine Teilnahme

| Land        | Qualifikationsgrundlage       | Turnierteilnahme | Letztmalige Teilnahme | Bestes Ergebnis      |
| ----------- | ----------------------------- | ---------------- | --------------------- | -------------------- |
| West Indies | Gastgeber                     | Dritte           | 2009                  | Halbfinale (2009)    |
| Australien  | Vollmitglieder                | Dritte           | 2009                  | Halbfinale (2007)    |
| Bangladesch | Vollmitglieder                | Dritte           | 2009                  | Super 8 (2007)       |
| England     | Vollmitglieder                | Dritte           | 2009                  | Super 8 (2007, 2009) |
| Indien      | Vollmitglieder                | Dritte           | 2009                  | Weltmeister (2007)   |
| Neuseeland  | Vollmitglieder                | Dritte           | 2009                  | Halbfinale (2007)    |
| Pakistan    | Vollmitglieder                | Dritte           | 2009                  | Weltmeister (2009)   |
| Simbabwe    | Vollmitglieder                | Zweite           | 2007                  | Vorrunde (2007)      |
| Sri Lanka   | Vollmitglieder                | Dritte           | 2009                  | Finalist (2009)      |
| Südafrika   | Vollmitglieder                | Dritte           | 2009                  | Halbfinale (2009)    |
| Afghanistan | World Twenty20 Qualifier 2010 | Erste            | –                     | Debüt                |
| Irland      | World Twenty20 Qualifier 2010 | Zweite           | 2009                  | Super 8 (2009)       |

## Austragungsorte
Die Spiele wurden in drei Staaten ausgetragen, wobei das Stadion in Guyana ausschließlich in der Vorrunde Verwendung fand.
| Gros Islet |

| Bridgetown |

| Gros Islet |

| Bridgetown |

| \| Georgetown (PS) \|                                 |
| Austragungsorte des ICC World Twenty20 2010 in Guyana |
| Georgetown (PS)                                       |

| Georgetown (PS) |

## Format
Die World Twenty20 2010 wurde über 17 Tage zwischen zwölf verschiedenen Mannschaften über 27 Spiele ausgetragen. Sie begann am 30. April 2010 im Providence-Stadion in Georgetown, Guyana, mit dem Eröffnungsspiel zwischen Neuseeland und Sri Lanka. Das Turnier endete am 16. Mei im Kensington Oval in Bridgetown, Barbados, mit dem Finale zwischen Australien und England, wobei England die World Twenty20 2010 gewann. Dasselbe Turnierformat kam bei den World Twenty20s 2007 und 2009 zur Anwendung.

### Spielplan
Die nachfolgende Tabelle zeigt das tägliche Programm der World Twenty20 2010. Dabei steht ein violettes Kästchen für Vorrundenspiele, ein zyanblaues Kästchen für die Super 8, ein grünes Kästchen für Finalrundenspiele und ein gelbes Kästchen für das Finale.
| Vorrunde April/Mai | Fr. 30. | Sa. 1.  | So. 2.  | Mo. 3.  | Di. 4.  | Mi. 5.  |
| ------------------ | ------- | ------- | ------- | ------- | ------- | ------- |
| Gruppe A           |         | 1       | 1       |         |         | 1       |
| Gruppe B           | 1       |         |         | 1       | 1       |         |
| Gruppe C           |         | 1       | 1       |         |         | 1       |
| Gruppe D           | 1       |         |         | 1       | 1       |         |
| Super 8 Mai        | Do. 6.  | Fr. 7.  | Sa. 8.  | So. 9.  | Mo. 10. | Di. 11. |
| Gruppe E           | 2       |         | 2       |         | 2       |         |
| Gruppe F           |         | 2       |         | 2       |         | 2       |
| Finalrunde Mai     | Mi. 12. | Do. 13. | Fr. 14. | Sa. 15. | So. 16. |         |
| Finalrunde         |         | 1       | 1       |         | 1       |         |

| Farblegende |
| Vorrunde    |
| Super 8     |
| Finalrunde  |
| Finale      |

### Gruppen
| Gruppe A                        | Gruppe B                      | Gruppe C                     | Gruppe D                   |
| ------------------------------- | ----------------------------- | ---------------------------- | -------------------------- |
| Pakistan Bangladesch Australien | Sri Lanka Neuseeland Simbabwe | Südafrika Indien Afghanistan | West Indies England Irland |

Die Vorrunde war unter den Spielorten folgendermaßen aufgeteilt:
- Gruppe A: Gros Islet und Bridgetown
- Gruppe B: Georgetown
- Gruppe C: Gros Islet und Bridgetown
- Gruppe D: Georgetown

### Turniermodus
Die Vorrunde bestand aus vier Gruppen à 3 Teams, in der jeweils Jeder gegen Jeden ein Spiel absolvierte. Dabei gab es für die siegreiche Mannschaft zwei, für die unterlegene keine Punkte. Konnte kein Sieger festgestellt werden (beispielsweise durch Abbruch wegen Regens) erhielten beide Mannschaften je einen Punkt. Falls nach den abgeschlossenen Innings beider Mannschaften beide die gleiche Anzahl von Runs erzielt hatten, folgte ein Super Over.
Die zwei ersten Mannschaften jeder Gruppe qualifizierten sich für die Zwischenrunde, die sogenannte Super 8, in der diese jeweils noch drei Spiele austrugen. Danach folgte Halbfinale und Endspiel. Die Gruppeneinteilung der Super 8 und die entsprechenden Spielpaarungen bezogen sich auf die Setzlisten der Vorrunde, nicht auf die Platzierungen. So wurde beispielsweise Pakistan auch dann als „A1“ behandelt, als die Mannschaft nur Zweiter in ihrer Gruppe wurden. Nur wenn der Erst- oder Zweitgesetzte sich nicht für die nächste Runde qualifiziert, wie beispielsweise in Gruppe A Bangladesch, wurde dessen Setzlistenplatz von der ungesetzten Mannschaft eingenommen.

### Vorrunde und Super 8
Die World Twenty20 2010 wurde zwischen zwölf Nationalmannschaften ausgespielt. Für die Vorrunde wurden die Mannschaften in vier Gruppen zu je drei Mannschaften eingeteilt. In welche Gruppe jede Mannschaft eingeteilt wurde, wurde in der Auslosung festgelegt. Jede Mannschaft bestritt ein Spiel gegen jede andere seiner Gruppe. Für einen Sieg gab es zwei Tabellenpunkte, für ein Unentschieden oder No Result einen Punkt, für eine Niederlage keinen Punkt. Im Falle eines Unentschiedens (d. h. wenn beide Mannschaften dieselben Anzahl Runs am Ende ihrer jeweiligen Innings erzielt hatten), wurde das Spiel durch ein Super Over entschieden. Dies galt für alle Phasen des Turnieres. Hatten zwei Mannschaften dieselbe Anzahl an Tabellenpunkten, wurde der Tabellenrang anhand der Net Run Rate, gefolgt von der Net Bowl Rate und dem direkten Vergleich ermittelt.
Am Ende der Vorrunde qualifizierten sich die jeweils beiden besten einer Gruppe für die Super-8-Runde. In dieser wurden die acht Mannschaften in zwei Gruppen zu je vier Teams aufgeteilt, wobei jedes einmal gegen jedes andere der Gruppe antrat. Die Qualifikation erfolgte anhand derselben Kriterien wie in der Vorrunde.

### Finalrunde
Ab dieser Phase nahm das Turnier ein K.-o.-System an, für das sich die jeweils besten beiden Mannschaften einer Gruppe qualifizierten.

## Umpires und Match referees
Während des Turnieres wurden 13 Umpires und drei Match referees eingesetzt.

### Umpires
| - Steve Davis (Australien) - Simon Taufel (Australien) - Rod Tucker (Australien) - Ian Gould (England) - Shavir Tarapore (Indien) - Billy Bowden (Neuseeland) - Tony Hill (Neuseeland) | - Aleem Dar (Pakistan) - Asad Rauf (Pakistan) - Asoka de Silva (Sri Lanka) - Marais Erasmus (Südafrika) - Rudi Koertzen (Südafrika) - Billy Doctrove (West Indies) |

### Match referees
| - Alan Hurst (Australien) - Andy Pycroft (Simbabwe) | - Ranjan Madugalle (Sri Lanka) |

## Kaderlisten
Die Mannschaften benannten die folgenden Kader vor dem Turnier.
| Twenty20 | Twenty20 | Twenty20 | Twenty20 |
| Afghanistan | Australien | Bangladesch | England |
| --- | --- | --- | --- |
| - Nowroz Mangal (K) - Asghar Afghan - Dawlat Ahmadzai - Hameed Hasan - Karim Sadiq - Mirwais Ashraf - Mohammad Nabi - Mohammad Shahzad (wk) - Nasratullah Nasrat - Noor Ali Zadran - Raees Ahmadzai - Samiullah Shinwari - Shabir Noori - Shafiqullah (wk) - Shapoor Zadran | - Michael Clark (K) - Daniel Christian - Brad Haddin (wk) - Nathan Hauritz - David Hussey - Michael Hussey - Mitchell Johnson - Brett Lee - Dirk Nannes - Tim Paine - Steve Smith - Shaun Tait - David Warner - Shane Watson - Cameron White                                                                      | - Shakib Al Hasan (K) - Abdur Razzak - Aftab Ahmed - Imrul Kayes (wk) - Jahurul Islam - Mahmudullah - Mashrafe Mortaza - Mohammad Ashraful - Mushfiqur Rahim (wk) - Naeem Islam - Rubel Hossain - Shafiul Islam - Suhrawadi Shuvo - Syed Rasel - Tamim Iqbal | - Paul Collingwood (K) - James Anderson - Ravi Bopara - Tim Bresnan - Stuart Broad - Craig Kieswetter (wk) - Michael Lumb - Eoin Morgan - Kevin Pietersen - Ajmal Shahzad - Ryan Sidebottom - Graeme Swann - James Tredwell - Luke Wright - Michael Yardy           |
| Indien | Irland | Neuseeland | Pakistan |
| - Mahendra Singh Dhoni (K, wk) - Piyush Chawla - Gautam Gambhir - Ravindra Jadeja - Dinesh Karthik (wk) - Zaheer Khan - Praveen Kumar - Vinay Kumar - Ashish Nehra - Yusuf Pathan - Suresh Raina - Rohit Sharma - Harbhajan Singh - Yuvraj Singh - Murali Vijay             | - William Porterfiel (K) - Andre Botha - Peter Connell - Alex Cusack - George Dockrell - Trent Johnston - Nigel Jones - Gary Kidd - John Mooney - Kevin O’Brien - Niall O’Brien - Boyd Rankin - Paul Stirling - Andrew White - Gary Wilson                                                                        | - Daniel Vettori (K) - Shane Bond - Ian Butler - Martin Guptill - Gareth Hopkins (wk) - Brendon McCullum (wk) - Nathan McCullum - Kyle Mills - Rob Nicol - Jacob Oram - Aaron Redmond - Jesse Ryder - Tim Southee - Scott Styris - Ross Taylor               | - Shahid Afridi (K) - Abdul Razzaq - Fawad Alam - Hammad Azam - Kamran Akmal (wk) - Khalid Latif - Misbah-ul-Haq - Mohammad Amir - Mohammad Asif - Mohammad Hafeez - Saeed Ajmal - Salman Butt - Umar Akmal - Mohammad Sami - Abdur Rehman                          |
| Simbabwe | Sri Lanka | Südafrika | West Indies |
| - Prosper Utseya (K) - Andy Blignaut - Chamu Chibhabha - Elton Chigumbura - Charles Coventry - Graeme Cremer - Craig Ervine - Greg Lamb - Timycen Maruma - Hamilton Masakadza - Christopher Mpofu - Ray Price - Vusi Sibanda - Tatenda Taibu - Brendan Taylor               | - Kumar Sangakkara (K, wk) - Dinesh Chandimal (wk) - Tillakaratne Dilshan - Chinthaka Jayasinghe - Sanath Jayasuriya - Mahela Jayawardene - Chamara Kapugedera - Nuwan Kulasekara - Lasith Malinga - Angelo Mathews - Ajantha Mendis - Muttiah Muralitharan - Thissara Perera - Suraj Randiv - Chanaka Welegedara | - Graeme Smith (K) - Loots Bosman - Johan Botha - Mark Boucher (wk) - JP Duminy - Herschelle Gibbs - Jacques Kallis - Rory Kleinveldt - Charl Langeveldt - Albie Morkel - Morné Morkel - Dale Steyn - Juan Theron - Roelof van der Merwe - AB de Villiers    | - Chris Gayle (K) - Sulieman Benn - Dwayne Bravo - Shivnarine Chanderpaul - Narsingh Deonarine - Andre Fletcher - Wavell Hinds - Nikita Miller - Kieron Pollard - Denesh Ramdin (wk) - Ravi Rampaul - Kemar Roach - Darren Sammy - Ramnaresh Sarwan - Jerome Taylor |

## Vorrunde
Die Gruppeneinteilung wurden am 4. Juli 2009 bekanntgegeben. Die Spiele der Vorrunde fanden bis einschließlich des 5. Mai statt. Das Providence-Stadion in Guyana wurde nur für Spiele der Vorrunde verwendet.

### Gruppe A
Tabelle
| Gruppe A       | Sp. | S | N | NR | P | NRR    |
| -------------- | --- | - | - | -- | - | ------ |
| Australien     | 2   | 2 | 0 | 0  | 4 | +1.525 |
| Pakistan A1    | 2   | 1 | 1 | 0  | 2 | −0.325 |
| Bangladesch A2 | 2   | 0 | 2 | 0  | 0 | −1.200 |

Spiele
| 1. Mai Scorecard | Gros Islet | Pakistan 172-3 (20)          | – | Bangladesch 151-7 (20) |
|                  |            | Pakistan gewinnt mit 21 Runs |   |                        |

Pakistan gewann den Münzwurf und entschied sich als Schlagmannschaft zu beginnen. Als Spieler des Spiels wurde Salman Butt ausgezeichnet.
| 2. Mai Scorecard | Gros Islet | Australien 191 (20)            | – | Pakistan 157 (20) |
|                  |            | Australien gewinnt mit 34 Runs |   |                   |

Australien gewann den Münzwurf und entschied sich als Schlagmannschaft zu beginnen. Als Spieler des Spiels wurde Shane Watson ausgezeichnet.
| 5. Mai Scorecard | Barbados | Australien 141-7 (20)          | – | Bangladesch 114 (18.4) |
|                  |          | Australien gewinnt mit 27 Runs |   |                        |

Australien gewann den Münzwurf und entschied sich als Schlagmannschaft zu beginnen. Als Spieler des Spiels wurde Michael Hussey ausgezeichnet.

### Gruppe B
Tabelle
| Gruppe B      | Sp. | S | N | NR | P | NRR    |
| ------------- | --- | - | - | -- | - | ------ |
| Neuseeland B2 | 2   | 2 | 0 | 0  | 4 | +0.258 |
| Sri Lanka B1  | 2   | 1 | 1 | 0  | 2 | +0.355 |
| Simbabwe      | 2   | 0 | 2 | 0  | 0 | −2.800 |

Spiele
| 30. April Scorecard | Georgetown | Sri Lanka 135-6 (20)             | – | Neuseeland 139-8 (19.5) |
|                     |            | Neuseeland gewinnt mit 2 Wickets |   |                         |

Sri Lanka gewann den Münzwurf und entschied sich als Schlagmannschaft zu beginnen. Als Spieler des Spiels wurde Nathan McCullum ausgezeichnet.
| 3. Mai Scorecard | Georgetown | Sri Lanka 173-7 (20)                       | – | Simbabwe 29-1 (5/5) |
|                  |            | Sri Lanka gewinnt mit 14 Runs (D/L method) |   |                     |

Sri Lanka gewann den Münzwurf und entschied sich als Schlagmannschaft zu beginnen. Als Spieler des Spiels wurde Mahela Jayawardene ausgezeichnet.
| 4. Mai Scorecard | Georgetown | Simbabwe 84 (15.1)                         | – | Neuseeland 36-1 (8.1/8.1) |
|                  |            | Neuseeland gewinnt mit 7 Runs (D/L method) |   |                           |

Neuseeland gewann den Münzwurf und entschied sich als Feldmannschaft zu beginnen. Als Spieler des Spiels wurde Nathan McCullum ausgezeichnet.

### Gruppe C
Tabelle
| Gruppe C     | Sp. | S | N | NR | P | NRR    |
| ------------ | --- | - | - | -- | - | ------ |
| Indien C2    | 2   | 2 | 0 | 0  | 4 | +1.495 |
| Südafrika C1 | 2   | 1 | 1 | 0  | 2 | +1.125 |
| Afghanistan  | 2   | 0 | 2 | 0  | 0 | −2.446 |

Spiele
| 1. Mai Scorecard | Gros Islet | Afghanistan 115-8 (20)       | – | Indien 116-3 (14.5) |
|                  |            | Indien gewinnt mit 7 Wickets |   |                     |

Indien gewann den Münzwurf und entschied sich als Feldmannschaft zu beginnen. Als Spieler des Spiels wurde Ashish Nehra ausgezeichnet.
| 2. Mai Scorecard | Gros Islet | Indien 186-5 (20)          | – | Südafrika 172-5 (20) |
|                  |            | Indien gewinnt mit 14 Runs |   |                      |

Südafrika gewann den Münzwurf und entschied sich als Feldmannschaft zu beginnen. Als Spieler des Spiels wurde Suresh Raina ausgezeichnet.
| 5. Mai Scorecard | Bridgetown | Südafrika 139-7 (20)          | – | Afghanistan 80 (16) |
|                  |            | Südafrika gewinnt mit 59 Runs |   |                     |

Afghanistan gewann den Münzwurf und entschied sich als Feldmannschaft zu beginnen. Als Spieler des Spiels wurde Morné Morkel ausgezeichnet.

### Gruppe D
Tabelle
| Gruppe D       | Sp. | S | N | NR | P | NRR    |
| -------------- | --- | - | - | -- | - | ------ |
| West Indies D1 | 2   | 2 | 0 | 0  | 4 | +2.780 |
| England D2     | 2   | 1 | 1 | 0  | 2 | −0.452 |
| Irland         | 2   | 0 | 2 | 0  | 0 | −3.500 |

Spiele
| 30. April Scorecard | Georgetown | West Indies 138-9 (20)          | – | Irland 68 (16.4) |
|                     |            | West Indies gewinnt mit 70 Runs |   |                  |

Die West Indies gewannen den Münzwurf und entschieden sich als Schlagmannschaft zu beginnen. Als Spieler des Spiels wurde Darren Sammy ausgezeichnet.
| 3. Mai Scorecard | Georgetown | England 191-5 (20)                             | – | West Indies 60-2 (5.5/6) |
|                  |            | West Indies gewinnt mit 8 Wickets (D/L method) |   |                          |

Die West Indies gewannen den Münzwurf und entschieden sich als Feldmannschaft zu beginnen. Als Spieler des Spiels wurde Darren Sammy ausgezeichnet.
| 4. Mai Scorecard | Georgetown | England 120-8 (20) | – | Irland 14-1 (3.3/3.3) |
|                  |            | No Result          |   |                       |

Irland gewann den Münzwurf und entschied sich als Feldmannschaft zu beginnen.

## Hauptrunde

### Super 8
6. bis 11. Mai

#### Gruppe E
Tabelle
| Gruppe E   | Sp. | S | N | NR | P | NRR    |
| ---------- | --- | - | - | -- | - | ------ |
| England    | 3   | 3 | 0 | 0  | 6 | +0.962 |
| Pakistan   | 3   | 1 | 2 | 0  | 2 | +0.041 |
| Neuseeland | 3   | 1 | 2 | 0  | 2 | −0.373 |
| Südafrika  | 3   | 1 | 2 | 0  | 0 | −0.617 |

Spiele
| 6. Mai Scorecard | Bridgetown | Pakistan 147-9 (20)           | – | England 151-4 (19.3) |
|                  |            | England gewinnt mit 6 Wickets |   |                      |

England gewann den Münzwurf und entschied sich als Feldmannschaft zu beginnen. Als Spieler des Spiels wurde Kevin Pietersen ausgezeichnet.
| 6. Mai Scorecard | Bridgetown | Südafrika 170-4 (20)          | – | Neuseeland 157-7 (20) |
|                  |            | Südafrika gewinnt mit 13 Runs |   |                       |

Südafrika gewann den Münzwurf und entschied sich als Schlagmannschaft zu beginnen. Als Spieler des Spiels wurde Albie Morkel ausgezeichnet.
| 8. Mai Scorecard | Bridgetown | Neuseeland 133-7 (20)        | – | Pakistan 132-7 (20) |
|                  |            | Neuseeland gewinnt mit 1 Run |   |                     |

Pakistan gewann den Münzwurf und entschied sich als Feldmannschaft zu beginnen. Als Spieler des Spiels wurde Ian Butler ausgezeichnet.
| 8. Mai Scorecard | Bridgetown | England 168-7 (20)          | – | Südafrika 129 (19) |
|                  |            | England gewinnt mit 39 Runs |   |                    |

England gewann den Münzwurf und entschied sich als Schlagmannschaft zu beginnen. Als Spieler des Spiels wurde Kevin Pieterson ausgezeichnet.
| 10. Mai Scorecard | Gros Islet | Pakistan 148-7 (20)          | – | Südafrika 137-7 (20) |
|                   |            | Pakistan gewinnt mit 11 Runs |   |                      |

Pakistan gewann den Münzwurf und entschied sich als Schlagmannschaft zu beginnen. Als Spieler des Spiels wurde Umar Akmal ausgezeichnet.
| 10. Mai Scorecard | Gros Islet | Neuseeland 149-6 (20)         | – | England 153-7 (19.1) |
|                   |            | England gewinnt mit 3 Wickets |   |                      |

Neuseeland gewann den Münzwurf und entschied sich als Schlagmannschaft zu beginnen. Als Spieler des Spiels wurde Tim Bresnan ausgezeichnet.

#### Gruppe F
Tabelle
| Gruppe F    | Sp. | S | N | NR | P | NRR    |
| ----------- | --- | - | - | -- | - | ------ |
| Australien  | 3   | 3 | 0 | 0  | 6 | +2.733 |
| Sri Lanka   | 3   | 1 | 2 | 0  | 2 | −0.333 |
| West Indies | 3   | 1 | 2 | 0  | 2 | −1.281 |
| Indien      | 3   | 1 | 2 | 0  | 0 | −1.117 |

Spiele
| 7. Mai Scorecard | Bridgetown | Australien 184-5 (20)          | – | Indien 135 (17.4) |
|                  |            | Australien gewinnt mit 49 Runs |   |                   |

Indien gewann den Münzwurf und entschied sich als Feldmannschaft zu beginnen. Als Spieler des Spiels wurde David Warner ausgezeichnet.
| 7. Mai Scorecard | Bridgetown | Sri Lanka 195-3 (20)          | – | West Indies 138-8 (20) |
|                  |            | Sri Lanka gewinnt mit 57 Runs |   |                        |

Sri Lanka gewann den Münzwurf und entschied sich als Schlagmannschaft zu beginnen. Als Spieler des Spiels wurde Mahela Jayawardene ausgezeichnet.
| 9. Mai Scorecard | Bridgetown | West Indies 169-6 (20)          | – | Indien 155-9 (20) |
|                  |            | West Indies gewinnt mit 14 Runs |   |                   |

Indien gewann den Münzwurf und entschied sich als Feldmannschaft zu beginnen. Als Spieler des Spiels wurde Chris Gayle ausgezeichnet.
| 9. Mai Scorecard | Bridgetown | Australien 168-5 (20)          | – | Sri Lanka 87 (16.2) |
|                  |            | Australien gewinnt mit 81 Runs |   |                     |

Australien gewann den Münzwurf und entschied sich als Schlagmannschaft zu beginnen. Als Spieler des Spiels wurde Cameron White ausgezeichnet.
| 11. Mai Scorecard | Gros Islet | Indien 163-5 (20)               | – | Sri Lanka 167-5 (20) |
|                   |            | Sri Lanka gewinnt mit 5 Wickets |   |                      |

Indien gewann den Münzwurf und entschied sich als Schlagmannschaft zu beginnen. Als Spieler des Spiels wurde Angelo Mathews ausgezeichnet.
| 11. Mai Scorecard | Gros Islet | West Indies 105 (19)             | – | Australien 109-4 (16.2) |
|                   |            | Australien gewinnt mit 6 Wickets |   |                         |

Die West Indies gewannen den Münzwurf und entschieden sich als Schlagmannschaft zu beginnen. Als Spieler des Spiels wurde Steve Smith ausgezeichnet.

### Halbfinale
| 13. Mai Scorecard | Gros Islet | Sri Lanka 128-6 (20)          | – | England 132-3 (16) |
|                   |            | England gewinnt mit 7 Wickets |   |                    |

Sri Lanka gewann den Münzwurf und entschied sich als Schlagmannschaft zu beginnen. Als Spieler des Spiels wurde Stuart Broad ausgezeichnet.
| 14. Mai Scorecard | Gros Islet | Pakistan 191-6 (20)              | – | Australien 197-7 (19.5) |
|                   |            | Australien gewinnt mit 3 Wickets |   |                         |

Australien gewann den Münzwurf und entschied sich als Feldmannschaft zu beginnen. Als Spieler des Spiels wurde Michael Hussey ausgezeichnet.

### Finale
| 16. Mai Scorecard | Bridgetown | Australien 147-6 (20)         | – | England 148-3 (17) |
|                   |            | England gewinnt mit 7 Wickets |   |                    |

England gewann den Münzwurf und entschied sich als Feldmannschaft zu beginnen. Als Spieler des Spiels wurde Craig Kieswetter ausgezeichnet.

## Statistiken

Ergebnis der World Twenty20 2010:
Sieger
Finalist
Halbfinalteilnahme
In der Super 8 ausgeschieden
In der Vorrunde ausgeschieden
Keine Teilnahme

Die folgenden Cricketstatistiken wurden bei dem Turnier erzielt.
| Twenty20s          | Twenty20s  | Twenty20s | Twenty20s | Twenty20s | Twenty20s | Twenty20s | Twenty20s | Twenty20s |
| Batting            | Batting    | Batting   | Batting   | Batting   | Batting   | Batting   | Batting   | Batting   |
| Spieler            | Mannschaft | Spiele    | Innings   | Runs      | Average   | HS        | 100s      | 50s       |
| ------------------ | ---------- | --------- | --------- | --------- | --------- | --------- | --------- | --------- |
| Mahela Jayawardene | Sri Lanka  | 6         | 6         | 302       | 60,40     | 100       | 1         | 2         |
| Kevin Pietersen    | England    | 6         | 6         | 248       | 62,00     | 73*       | 0         | 2         |
| Salman Butt        | Pakistan   | 6         | 6         | 223       | 44,60     | 73        | 0         | 2         |
| Craig Kieswetter   | England    | 7         | 7         | 222       | 31,71     | 63        | 0         | 1         |
| Suresh Raina       | Indien     | 5         | 5         | 219       | 43,80     | 101       | 1         | 1         |
| Bowling            |            |           |           |           |           |           |           |           |
| Spieler            | Mannschaft | Spiele    | Overs     | Wickets   | Average   | BBI       | 5W        | 10W       |
| Dirk Nannes        | Australien | 7         | 26.0      | 14        | 13,07     | 4/18      | 0         | 0         |
| Charl Langeveldt   | Südafrika  | 4         | 16.0      | 11        | 9,45      | 4/19      | 0         | 0         |
| Steve Smith        | Australien | 7         | 23.0      | 11        | 14,81     | 3/20      | 0         | 0         |
| Saeed Ajmal        | Pakistan   | 6         | 22.2      | 11        | 15,36     | 4/26      | 0         | 0         |
| Graeme Swann       | England    | 7         | 22.0      | 10        | 14,40     | 3/24      | 0         | 0         |